# Emilio De Marchi (Schriftsteller)

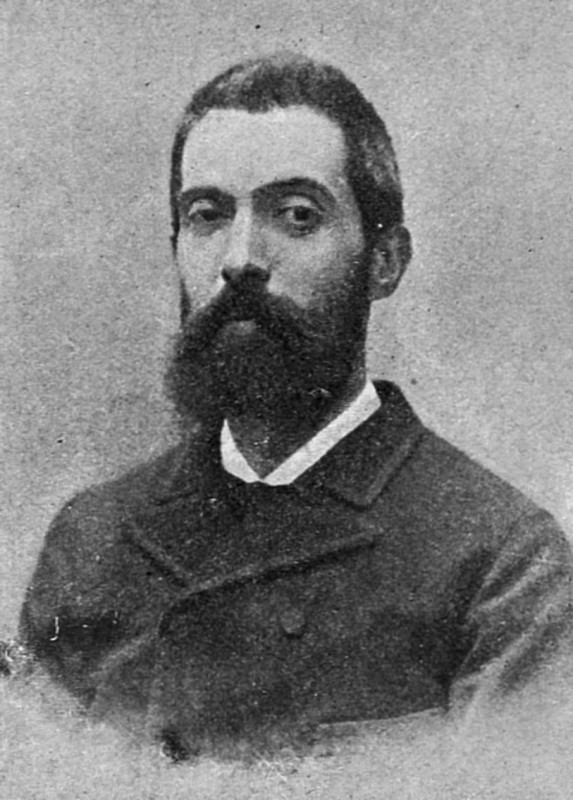
Emilio De Marchi

Emilio De Marchi (Pseudonyme: Marco d’Olona, Primo De Vecchi, Primo De Novi; * 31. Juli 1851 in Mailand; † 6. Februar 1901 ebenda) war ein italienischer Schriftsteller. Er gehört zu den bedeutendsten Erzählern der italienischen Literatur des ausgehenden 19. Jahrhunderts. Sein erfolgreichstes Werk ist der Kriminalroman Il cappello del prete, der dreimal ins Deutsche übersetzt wurde.

## Leben
De Marchi wurde 1851 im damals zum Kaisertum Österreich gehörenden Mailand geboren. Mit 9 Jahren verlor er seinen Vater, und seine Mutter, die 1848 im Fünf-Tage-Aufstand gekämpft hatte, kümmerte sich fortan alleine um die vielköpfige Familie. Zwischen 1863 und 1871 besuchte er das Gymnasium und studierte anschließend an der 1859 gegründeten Accademia scientifico-letteraria, die er 1874 abschloss. Im Juli 1874, kurz vor seinem 23. Geburtstag, veröffentlichte er seine erste Erzählung I due filosofi („Die zwei Philosophen“) in der Monatszeitschrift Il Convegno. 1876 gründete er die literarische Halbmonatszeitschrift Vita nuova (in Anlehnung an Dante Alighieris Vita nova) mit, in der er unter anderem die Erzählung Fiori naturali e fiori di carta („Natürliche Blumen und Papierblumen“) und seine ersten Romane Il signor Dottorino („Der junge Herr Doktor“, 1876) und Due anime in un corpo („Zwei Seelen in einer Brust“, 1877) veröffentlichte. Letzterer erschien 1878 zusammen mit drei Erzählungen in Buchform.
De Marchis Werke standen der Poetologie und den Ideen der Scapigliatura nahe, zeigten aber bereits seinen unverwechselbaren Stil mit viel Pathos, Humor und Ironie, was ihn wiederum grundsätzlich von den Veristen unterschied: Seine Erzählinstanz ist nie neutral oder „wertfrei“, sondern nimmt aktiv am Geschehen teil, kommentiert und zeigt Mitgefühl mit den Figuren. De Marchis großes Vorbild war Alessandro Manzoni, einflussreich waren auch Honoré de Balzac und Charles Dickens.
Während De Marchi sich neben seiner schriftstellerischen und editorischen Karriere zunächst verschiedentlich als Italienischlehrer versucht hatte, wurde er 1879 Sekretär an der Accademia scientifico-letteraria, wo er bis kurz vor seinem Tod tätig blieb. 1880 heiratete er Lina Martelli, mit der er die beiden Kinder Marco und Cesarina hatte. Er veröffentlichte in Zeitschriften weiterhin zahlreiche Erzählungen, die er in den Bänden Storielle di Natale (1880), Sotto gli alberi (1882) und Storie d’ogni colore (1885) teilweise sammelte. 1887 erschien sein erfolgreichstes Werk, der Kriminalroman Il cappello del prete („Der Hut des Priesters“), als Fortsetzungsroman in der Zeitschrift L’Italia. In derselben Zeitschrift erschien 1889 der Roman La bella pigotta, der 1890 als Demetrio Pianelli in Buchform herausgegeben wurde und in der Literaturwissenschaft als sein Hauptwerk gilt.
1890 wurde De Marchi freier Dozent für Stilistik an der Akademie. 1897 starb seine 15-jährige Tochter Cesarina, was ihn in eine tiefe Krise stürzte und seine ohnehin schon angegriffene Gesundheit weiter verschlechterte. 1900 zog er sich von allen dienstlichen Verpflichtungen zurück und starb am 6. Februar 1901 mit erst 49 Jahren in seiner Heimatstadt Mailand.
1902 erschienen seine lombardischen Dialektdichtungen im Band Milanin Milanon.

## Rezeption im deutschsprachigen Raum
Emilio De Marchi erreichte in Deutschland nie einen nur ansatzweise vergleichbaren Bekanntheitsgrad wie in Italien. Frank-Rutger Hausmann konstatierte 1990 für den deutschsprachigen Raum: „De Marchi harrt noch der Entdeckung, denn nur sein Feuilletonroman Il Cappello del prete wurde bisher ins Deutsche übertragen“. Das stimmt nur teilweise. Tatsächlich ist das einzige Werk von De Marchi, das sich auf lange Zeit nördlich der Alpen halten konnte, der Kriminalroman Il cappello del prete, der 1894 als Don Cirillos Hut erstmals in einer deutschen Übersetzung von Carl Baron Torresani erschien. 1970 legte Reinhard Federmann eine Neuübersetzung unter dem Titel Der Hut des Prälaten vor. 2022 erschien in der Buchreihe Die Andere Bibliothek eine Neuübersetzung von Christiane Pöhlmann unter dem Titel Baron Santafusca und der Priester aus Neapel.
Allerdings übersetzte Woldemar Kaden bereits in den 1880er Jahren eine Reihe von De Marchis Erzählungen, von denen er 1887 vier im Band Sonnenbrut veröffentlichte. Die Aufnahme war sehr wohlwollend. Maria Janitschek verglich De Marchi in seiner Erzählung Seraphin Büchslein (im italienischen Original: Serafino Scarsella) gar mit Jean Paul.

„Das ist eine Geschichte, wie sie der Deutsche ersinnt, wenn er ein Dichter ist. Sie rührt zu Thränen, vielleicht weniger durch das, was sie erzählt, als durch das, was sie ahnen läßt. Emilio de Marchi besitzt das Geheimniß, durch welches der Poet die verborgensten Pforten unsers Gemüths erschließt.“

Ferner übersetzte Carl Baron Torresani auch De Marchis Roman Demetrio Pianelli. Die Übertragung erschien 1895 in der Zeitschrift Die Romanwelt und wurde nie als Buch herausgegeben, weswegen sie schnell wieder in Vergessenheit geriet.
Lisa Rüdiger nahm De Marchi 1967 in ihre Anthologie Italienische Novellen von Boccaccio bis zur Gegenwart auf und präsentierte eine Übersetzung der Erzählung Giampietro und Giampaolo, welche 1991 in der von Federico Hindermann herausgegebenen Anthologie Italienische Erzähler nachgedruckt wurde.

## Gedenken

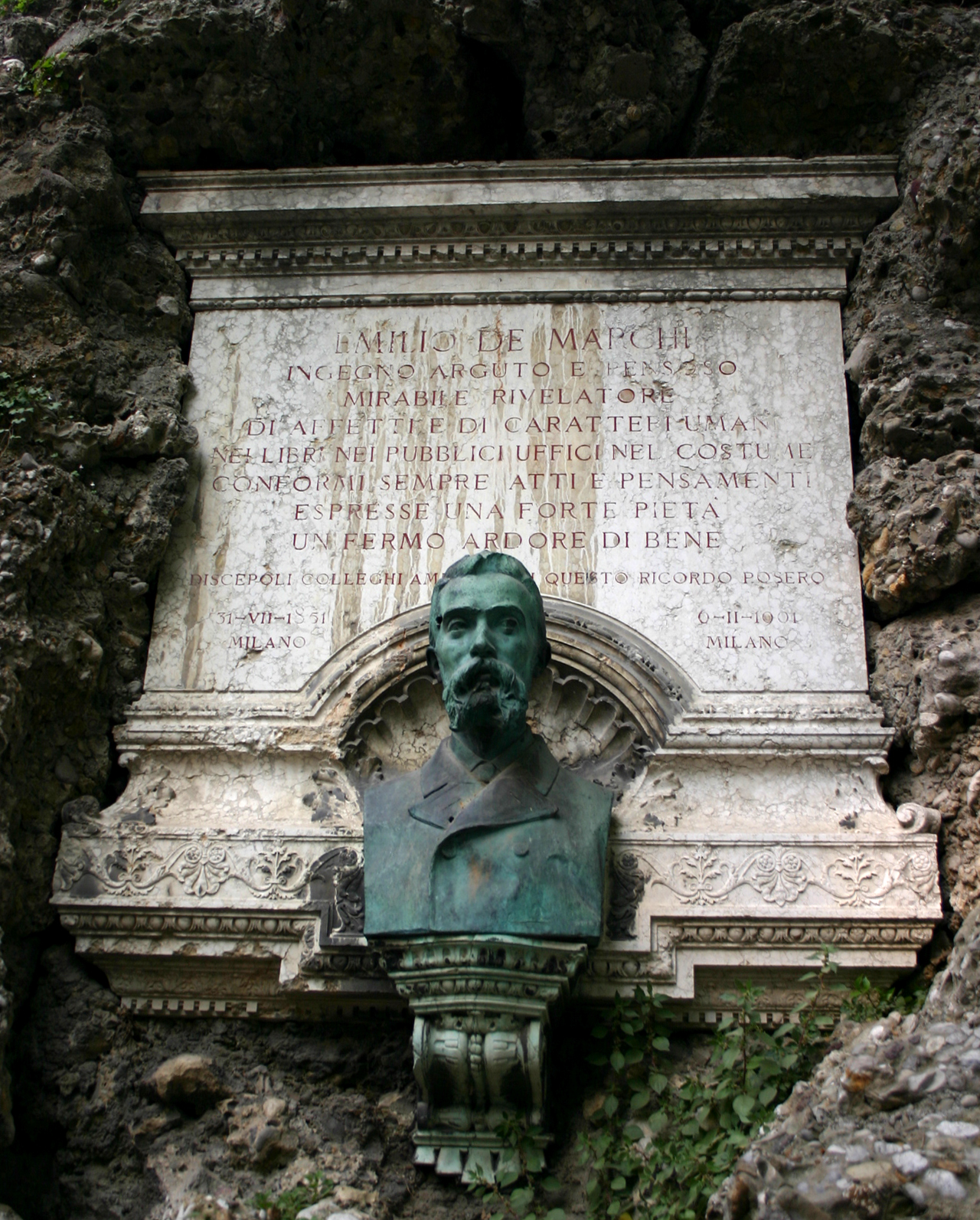
Denkmal für Emilio De Marchi, Mailand

1905 wurde bei der Mailänder Akademie, an der er jahrzehntelang gewirkt hatte, ein Denkmal für De Marchi enthüllt. Die Bronzebüste stammt von Antonio Carminati, der Marmorstein von Gaetano Moretti, die Inschrift darauf von Giuseppe Giacosa. Das Denkmal befindet sich heute in den Giardini pubblici Indro Montanelli. Außerdem ist in Mailand eine Straße nach ihm benannt (Via Emilio De Marchi).

## Werke

### Romane (Auswahl)
- Due anime in un corpo. 1877.
- Il cappello del prete. 1887.
  - Don Cirillos Hut. Roman. Autorisierte Übersetzung aus dem Italienischen von Karl Baron Torresani. Engelhorn, Stuttgart 1894 (Erster Band, Zweiter Band).
  - Der Hut des Prälaten. Roman. Aus dem Italienischen von Reinhard Federmann. Ullstein, Berlin 1970.
  - Baron Santafusca und der Priester aus Neapel. Ein Kriminalroman. Aus dem Italienischen, mit Anmerkungen und einem Nachwort von Christiane Pöhlmann. Die Andere Bibliothek, Berlin 2022, ISBN 978-3-8477-0449-2.
- Demetrio Pianelli. 1889.
  - Demetrio Pianelli. Roman. Aus dem Italienischen übertragen von Karl Baron Torresani. In: Die Romanwelt. Zeitschrift für die erzählende Litteratur aller Völker. 2. Jahrgang, Band 1, 1895, S. 14–25, 41–53, 70–80, 97–109, 147–156, 176–183, 230–237, 260–266, 288–294, 317–323, 346–352, 401–407, 430–436 (google.ch).
- Arabella. 1892.
- Giacomo l’idealista. 1897.

### Erzählungen (Auswahl)
- Due sposi in viaggio. 1880 (in der Zeitschrift Gazzetta letteraria. Nachdruck in: Racconti. 1889)
  - Eine Hochzeitsreise. Nach Emilio De Marchi von Woldemar Kaden. In: Wiener Mode. 1. Jahrgang, Heft 16, 1888, S. 28 f. (google.ch).
- Giampietro e Giampaolo. 1882 (in: Sotto gli alberi)
  - Giampietro und Giampaolo. In: Lisa Rüdiger (Hrsg.): Italienische Novellen von Boccaccio bis zur Gegenwart. Deutsche Buchgemeinschaft, Berlin 1967, S. 287–297.
  - Giampietro und Giampaolo. Übertragen von Lisa Rüdiger. In: Federico Hindermann (Hrsg.): Italienische Erzähler. Teil 2: Von Camillo Boito bis Goffredo Parise. Manesse, Zürich 1991, ISBN 3-7175-1808-9, S. 105–116.
- Carliseppe della Coronata. 1882 (in: Sotto gli alberi)
  - Armenweh. In: Sonnenbrut. Kopien realistischer Bilder aus der neuesten italienischen Novellistik von Woldemar Kaden. Pierson, Dresden 1887, S. 43–67 (books.google.ch).
- Filosofi che non parlano, 1882 (in: Sotto gli alberi)
  - Philosophen, die nicht sprechen. In: Sonnenbrut. Kopien realistischer Bilder aus der neuesten italienischen Novellistik von Woldemar Kaden. Pierson, Dresden 1887, S. 109–131 (books.google.ch).
- Don Carlino. 1885 (in: Storie d'ogni colore)
  - Don Carlino. In: Sonnenbrut. Kopien realistischer Bilder aus der neuesten italienischen Novellistik von Woldemar Kaden. Pierson, Dresden 1887, S. 89–108 (books.google.ch).
- Serafino Scarsella (Nachdruck in: Racconti, 1889)
  - Seraphin Büchslein. In: Sonnenbrut. Kopien realistischer Bilder aus der neuesten italienischen Novellistik von Woldemar Kaden. Pierson, Dresden 1887, S. 67–89 (books.google.ch).